# Salvador Sammaritano
Salvador Sammaritano (Buenos Aires, 23 de julio de 1930 - 11 de septiembre de 2008) fue un crítico de cine argentino, considerado como un ícono de la crítica cinematográfica de su país.

## Biografía
De chico fabricaba sus propias películas, cuadro a cuadro, con imágenes recortadas de revistas de historietas y las proyectaba para sus amigos sobre una sábana colgada, con un epidiascopio, esto es un proyector de imágenes planas.
Ya de adolescente, frecuentaba salas de barrio y cineclubes y a los 18 años ingresó en el cineclub Gente de Cine que años antes había fundado el crítico Rolando Fustiñana (Roland), y en el que pudo alternar con críticos de renombre como Edmundo Eichelbaum, Calki, Nicolás Mancera y otros. Trabajó como crítico cinematográfico en diversas publicaciones de la Editorial Abril, y en 1952, junto a tres amigos del barrio de Colegiales (Jorge Farenga, Luis Isaac Soriano y Ventura Pereyro) fundó el Cine Club Núcleo que inauguró sus proyecciones el 24 de agosto de 1954 con un vetusto proyector Kodascope, que para deleite de cinéfilos y melómanos: pasába cine y conciertos fonoeléctricos y fue uno de los cineclubes más duraderos de América, así como el primero que funcionó en horarios normales. Cuando la censura local exageraba sus cortes y prohibiciones, los cineclubistas llegaron a alquilar hidroaviones para hacer excursiones fílmicas a Montevideo en complicidad con la Cinemateca uruguaya para ver hasta ocho películas censuradas por día.

## Trayectoria laboral
Fue secretario de redacción de la revista Tiempo de Cine, una publicación que apareció ente 1960 y 1968 que se inspiró en revistas europeas como Sight and Sound y nació con el propósito de abrir caminos, revisar el pasado y tratar la actualidad.  
Ya con un gran prestigio internacional, fue presidente de la Federación Argentina de Cineclubes en 1984 y asesor del Instituto Nacional de Cine y Artes Audiovisuales INCAA en la gestión de Manuel Antín en 1983-1989; se desempeñó como profesor en las universidades de México y de Cuyo y en la escuela de cine que  en la Universidad Nacional del Litoral había fundado Fernando Birri. También fue subdirector del INCAA, en la gestión de Antonio Ottone y durante años condujo, por Canal 7 y en señales de cable, el programa Cine Club, dedicado al buen cine. Por otra parte, tuvo el cargo de director de la Escuela Nacional de Experimentación y Realización Cinematográfica, dependiente del Instituto Nacional de Cine.

## Como actor
Trabajó como actor en los filmes Paula cautiva (1963), El lado oscuro del corazón (1992) y Ángel, la diva y yo (2000). En 1988 participó del filme documental Hombres de barro, dirigido por Miguel Mirra y en 2005 fue entrevistado para la película Donde comienza el camino.

## Fallecimiento
Tras ser operado en 2002 de un cáncer del cual se recuperó, nunca volvió a ser el mismo. Falleció un 11 de septiembre de 2008.

## Premios y valoración
En 1987 recibió el Premio Konex de Platino como el más importante periodista de espectáculos audiovisual de la Argentina. En 2002, fue galardonado con el Premio Cóndor de Plata a la trayectoria que entrega la Asociación de Cronistas Cinematográficos de la Argentina.
En su honor se instituyó el Premio Salvador Sammaritano.

Este premio es un galardón anual en reconocimiento a la trayectoria profesional, que refleje los valores y el recuerdo del que fuera maestro, amigo y referente de la cultura cinematográfica nacional. Faro de la crítica que acompañó a la mítica generación del sesenta. Fundador del Cine Club Núcleo, que a la sombra de su figura sigue aportando generaciones de cinéfilos al campo cultural argentino. Pionero de la revista Tiempo de Cine, que abrió un nuevo capítulo en la historia de la crítica, y ubicó a la Argentina en la vanguardia que el Cine moderno imponía a los nuevos públicos.

Se ha dicho de Salvador Sammaritano que 

“conversador animado, entrañable, siempre dispuesto a la anécdota… brindó cariño, comprensión, aliento y estímulo a generaciones de apasionados por el séptimo arte. Fue un talentoso periodista, reconocido cineclubista, melómano y hombre de vasta cultura, pero ante todo fue un gran ser humano que permanecerá en el recuerdo, y en su legado….  . autor de una frase que reformula el Evangelio de Mateo con mucho cariño: “Bienaventurados los audaces porque de ellos será el reino del cine”… en el recuerdo permanecerá por siempre como un eslabón fundamental para comprender la historia del cine argentino.